# Phainantha
Phainantha es un género  de plantas fanerógamas pertenecientes a la familia Melastomataceae. Comprende 5 especies descritas y de estas, solo 4 aceptadas.

## Taxonomía
El género fue descrito por Henry Allan Gleason y publicado en Annals of the Missouri Botanical Garden 76(2): 486–490, f. 5. 1989.

## Especies aceptadas
A continuación se brinda un listado de las especies del género Phainantha aceptadas hasta mayo de 2014, ordenadas alfabéticamente. Para cada una se indica el nombre binomial seguido del autor, abreviado según las convenciones y usos:
- Phainantha laxiflora (Triana) Gleason
- Phainantha maguirei Wurdack
- Phainantha myrteoloides Wurdack
- Phainantha steyermarkii Wurdack